# بانگا
بانگا (به لاتین: Bhanga) یک منطقهٔ مسکونی در بنگلادش است که در ناحیه فریدپور واقع شده‌است. بانگا ۲۱۶٫۳۴ کیلومتر مربع مساحت و ۲۱۴٬۷۰۲ نفر جمعیت دارد.